# Savignac-de-Duras
Pour les articles homonymes, voir Savignac.
Savignac-de-Duras est une commune du Sud-Ouest de la France, située dans le département de Lot-et-Garonne, en région Nouvelle-Aquitaine.

## Géographie

### Localisation
La commune est située en Guyenne dans le vignoble des Côtes de Duras, à 2 km au nord de Duras. Elle est limitrophe du département de la Gironde.

### Communes limitrophes
Les communes limitrophes sont Les Lèves-et-Thoumeyragues, Duras, Landerrouat, Riocaud, Esclottes et Saint-Sernin.
| Landerrouat (Gironde) | Les Lèves-et-Thoumeyragues (Gironde) | Riocaud (Gironde) |
| Esclottes             | Savignac-de-Duras                    | Saint-Sernin      |
|                       | Duras                                |                   |

### Climat
Pour des articles plus généraux, voir Climat de la Nouvelle-Aquitaine et Climat de Lot-et-Garonne.
Historiquement, la commune est exposée à un climat océanique aquitain.  
En 2020, Météo-France publie une typologie des climats de la France métropolitaine dans laquelle la commune est exposée à un climat océanique et est dans la région climatique Aquitaine, Gascogne, caractérisée par une pluviométrie abondante au printemps, modérée en automne, un faible ensoleillement au printemps, un été chaud (19,5 °C), des vents faibles, des brouillards fréquents en automne et en hiver et des orages fréquents en été (15 à 20 jours).
Pour la période 1971-2000, la température annuelle moyenne est de 12,8 °C, avec une amplitude thermique annuelle de 15,4 °C. Le cumul annuel moyen de précipitations est de 805 mm, avec 11,2 jours de précipitations en janvier et 6,4 jours en juillet. Pour la période 1991-2020, la température moyenne annuelle observée sur la station météorologique la plus proche, située sur la commune de Verteuil-d'Agenais à 32 km à vol d'oiseau, est de 13,8 °C et le cumul annuel moyen de précipitations est de 821,3 mm,. Pour l'avenir, les paramètres climatiques de la commune estimés pour 2050 selon différents scénarios d’émission de gaz à effet de serre sont consultables sur un site dédié publié par Météo-France en novembre 2022.

## Urbanisme

### Typologie
Au 1er janvier 2024, Savignac-de-Duras est catégorisée commune rurale à habitat très dispersé, selon la nouvelle grille communale de densité à sept niveaux définie par l'Insee en 2022.
Elle est située hors unité urbaine et hors attraction des villes,.

### Occupation des sols

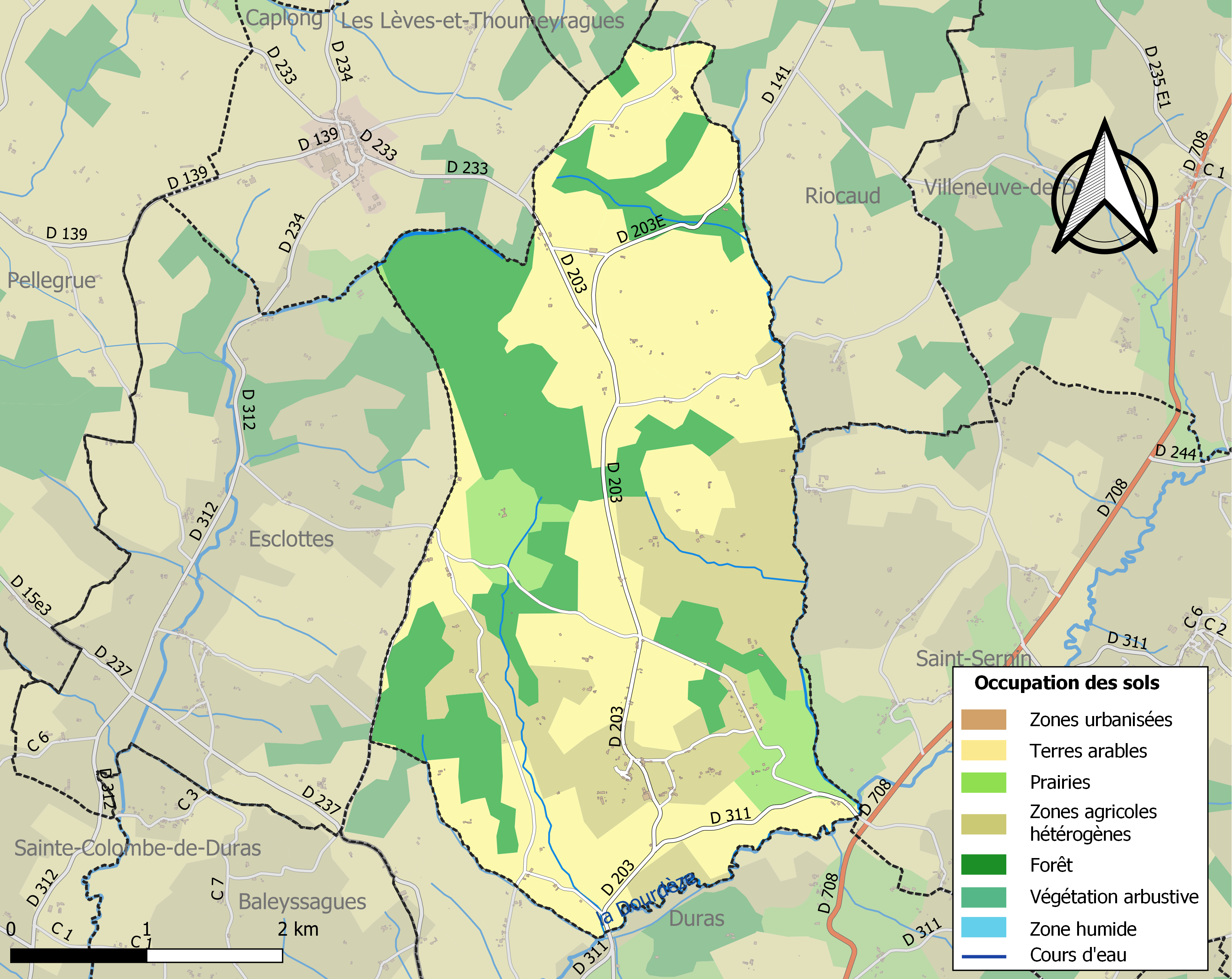
Carte des infrastructures et de l'occupation des sols de la commune en 2018 (CLC).

L'occupation des sols de la commune, telle qu'elle ressort de la base de données européenne d’occupation biophysique des sols Corine Land Cover (CLC), est marquée par l'importance des territoires agricoles (74,8 % en 2018), en augmentation par rapport à 1990 (73,6 %). La répartition détaillée en 2018 est la suivante : 
forêts (25,2 %), cultures permanentes (25 %), terres arables (23 %), zones agricoles hétérogènes (20,8 %), prairies (6 %). L'évolution de l’occupation des sols de la commune et de ses infrastructures peut être observée sur les différentes représentations cartographiques du territoire : la carte de Cassini (XVIIIe siècle), la carte d'état-major (1820-1866) et les cartes ou photos aériennes de l'IGN pour la période actuelle (1950 à aujourd'hui).

### Risques majeurs
Le territoire de la commune de Savignac-de-Duras est vulnérable à différents aléas naturels : météorologiques (tempête, orage, neige, grand froid, canicule ou sécheresse), inondations, mouvements de terrains et séisme (sismicité très faible). Un site publié par le BRGM permet d'évaluer simplement et rapidement les risques d'un bien localisé soit par son adresse soit par le numéro de sa parcelle.
Certaines parties du territoire communal sont susceptibles d’être affectées par le risque d’inondation par une crue à  débordement lent de cours d'eau, notamment la Dourdèze et le Ruisseau de Dousset. La commune a été reconnue en état de catastrophe naturelle au titre des dommages causés par les inondations et coulées de boue survenues en 1982, 1983, 1999 et 2009,.
Les mouvements de terrains susceptibles de se produire sur la commune sont des affaissements et effondrements liés aux cavités souterraines (hors mines) et des tassements différentiels. Afin de mieux appréhender le risque d’affaissement de terrain, un inventaire national permet de localiser les éventuelles cavités souterraines sur la commune.

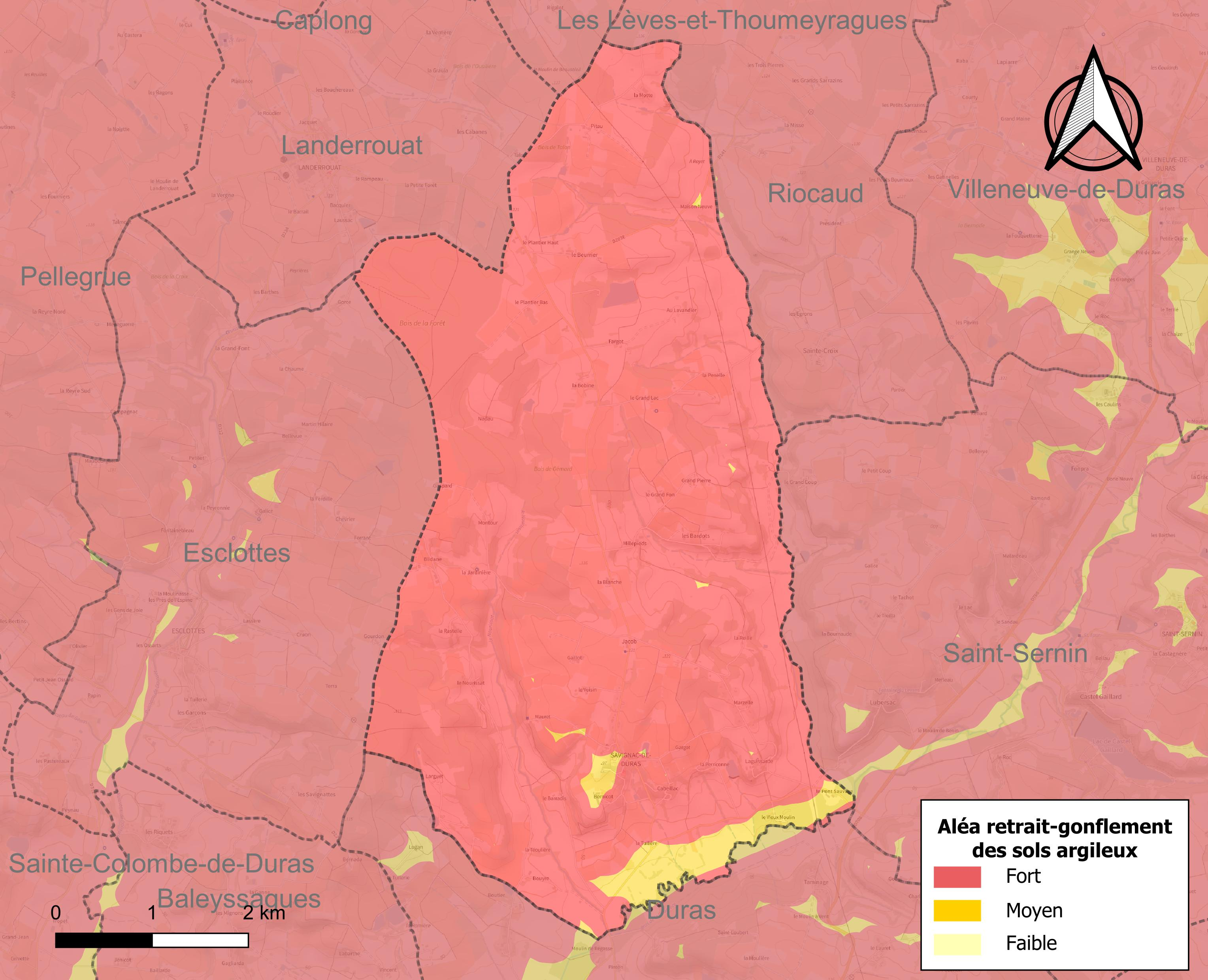
Carte des zones d'aléa retrait-gonflement des sols argileux de Savignac-de-Duras.

Le retrait-gonflement des sols argileux est susceptible d'engendrer des dommages importants aux bâtiments en cas d’alternance de périodes de sécheresse et de pluie. La totalité de la commune est en aléa moyen ou fort (91,8 % au niveau départemental et 48,5 % au niveau national). Depuis le 1er octobre 2020, en application de la loi ELAN, différentes contraintes s'imposent aux vendeurs, maîtres d'ouvrages ou constructeurs de biens situés dans une zone classée en aléa moyen ou fort,.
Concernant les mouvements de terrains, la commune a été reconnue en état de catastrophe naturelle au titre des dommages causés par la sécheresse en 2003, 2005 et 2011 et par des mouvements de terrain en 1999.

## Toponymie
À l'instar des dix autres communes portant ou comportant le nom de Savignac et toutes situées dans le Sud-Ouest de la France, le nom de la commune proviendrait de l'anthroponyme d'origine gallo-romane, Sabinius, suivi du suffixe locatif -acum, l'ensemble désignant le « domaine de Sabinius ».
En occitan, la commune porte le nom de Savinhac de Duràs.

## Histoire
L'occupation du territoire communal est attestée dès l'âge du bronze comme l'attestent quelques haches retrouvées sur le territoire. Un site gallo-romain et une villa ont été retrouvés au lieu-dit les Gargots. Pendant la période mérovingienne, l'occupation s'est poursuivie.
Le 15 août 1944, quatre jeunes maquisards sont sauvagement torturés, assassinés puis pendus. Tous les 15 août, une commémoration se déroule en leur mémoire.

## Politique et administration

### Liste des maires
| Période                                  | Période  | Identité             | Étiquette | Qualité                 |
| ---------------------------------------- | -------- | -------------------- | --------- | ----------------------- |
| juin 1995                                | mai 2020 | Lino Dalla Santa     |           | Cadre bancaire retraité |
| mai 2020                                 | En cours | Jean-Philippe Penaud |           | Agriculteur             |
| Les données manquantes sont à compléter. |          |                      |           |                         |

### Politique environnementale

#### Les déchets
Le tri sélectif des déchets est proposé sur la base de l'apport volontaire.
La déchèterie est située sur la commune de Duras.

## Population et société

### Démographie

#### Évolution démographique
Les habitants sont appelés les Savignacais.
L'évolution du nombre d'habitants est connue à travers les recensements de la population effectués dans la commune depuis 1793. Pour les communes de moins de 10 000 habitants, une enquête de recensement portant sur toute la population est réalisée tous les cinq ans, les populations de référence des années intermédiaires étant quant à elles estimées par interpolation ou extrapolation. Pour la commune, le premier recensement exhaustif entrant dans le cadre du nouveau dispositif a été réalisé en 2004.

En 2022, la commune comptait 214 habitants, en évolution de −2,73 % par rapport à 2016 (Lot-et-Garonne : −0,18 %, France hors Mayotte : +2,11 %).
| 1793 | 1800 | 1806 | 1821 | 1831 | 1836 | 1841 | 1846 | 1851 |
| ---- | ---- | ---- | ---- | ---- | ---- | ---- | ---- | ---- |
| 716  | 593  | 560  | 594  | 594  | 658  | 614  | 629  | 612  |

| 1856 | 1861 | 1866 | 1872 | 1876 | 1881 | 1886 | 1891 | 1896 |
| ---- | ---- | ---- | ---- | ---- | ---- | ---- | ---- | ---- |
| 600  | 600  | 557  | 501  | 524  | 478  | 445  | 437  | 461  |

| 1901 | 1906 | 1911 | 1921 | 1926 | 1931 | 1936 | 1946 | 1954 |
| ---- | ---- | ---- | ---- | ---- | ---- | ---- | ---- | ---- |
| 422  | 436  | 395  | 400  | 378  | 403  | 395  | 394  | 352  |

| 1962 | 1968 | 1975 | 1982 | 1990 | 1999 | 2004 | 2006 | 2009 |
| ---- | ---- | ---- | ---- | ---- | ---- | ---- | ---- | ---- |
| 328  | 296  | 242  | 221  | 217  | 217  | 248  | 254  | 229  |

| 2014 | 2019 | 2022 | - | - | - | - | - | - |
| ---- | ---- | ---- | - | - | - | - | - | - |
| 219  | 219  | 214  | - | - | - | - | - | - |

#### Pyramide des âges
La population de la commune est relativement âgée.
En 2018, le taux de personnes d'un âge inférieur à 30 ans s'élève à 22,3 %, soit en dessous de la moyenne départementale (30,2 %). À l'inverse, le taux de personnes d'âge supérieur à 60 ans est de 43,3 % la même année, alors qu'il est de 33,1 % au niveau départemental.
En 2018, la commune comptait 116 hommes pour 103 femmes, soit un taux de 52,97 % d'hommes, largement supérieur au taux départemental (48,04 %).
Les pyramides des âges de la commune et du département s'établissent comme suit.
| Hommes | Classe d’âge | Femmes |
| ------ | ------------ | ------ |
| 2,6    | 90 ou +      | 4,9    |
| 5,2    | 75-89 ans    | 7,8    |
| 33,6   | 60-74 ans    | 33,0   |
| 21,6   | 45-59 ans    | 20,4   |
| 12,1   | 30-44 ans    | 14,6   |
| 11,2   | 15-29 ans    | 8,7    |
| 13,8   | 0-14 ans     | 10,7   |

| Hommes | Classe d’âge | Femmes |
| ------ | ------------ | ------ |
| 1,2    | 90 ou +      | 2,7    |
| 10,3   | 75-89 ans    | 12,5   |
| 20,5   | 60-74 ans    | 21,2   |
| 20,2   | 45-59 ans    | 19,9   |
| 16,3   | 30-44 ans    | 15,8   |
| 14,8   | 15-29 ans    | 13,3   |
| 16,7   | 0-14 ans     | 14,7   |

## Économie

### Activité agricole
- Vigne (240 ha) et vins côtes-de-duras (AOC).
- Pruneau d'Agen et notamment une coopérative fruitière de séchage.

### Tourisme et loisirs
- Maisons de vacances et chambres d'hôtes.
- Centre équestre de Millepieds.
- Randonnée.

## Culture locale et patrimoine

### Lieux et monuments
- L'église Saint-Vincent, dédiée au patron des vignerons, saint Vincent de Saragosse, est un édifice roman du XIIIe siècle qui a beaucoup souffert des guerres de Religion au cours du XVIe siècle et fut restauré vers la fin du XVIIe siècle, époque dont date le clocher-mur à trois baies[30] ; sa dernière rénovation date de 1998.
- Croix du XVIe siècle monolithe.
- Lavoir de la Bretonne au cœur du village, hélas modernisé avec des piliers en béton.
- Tumulus de la Motte.

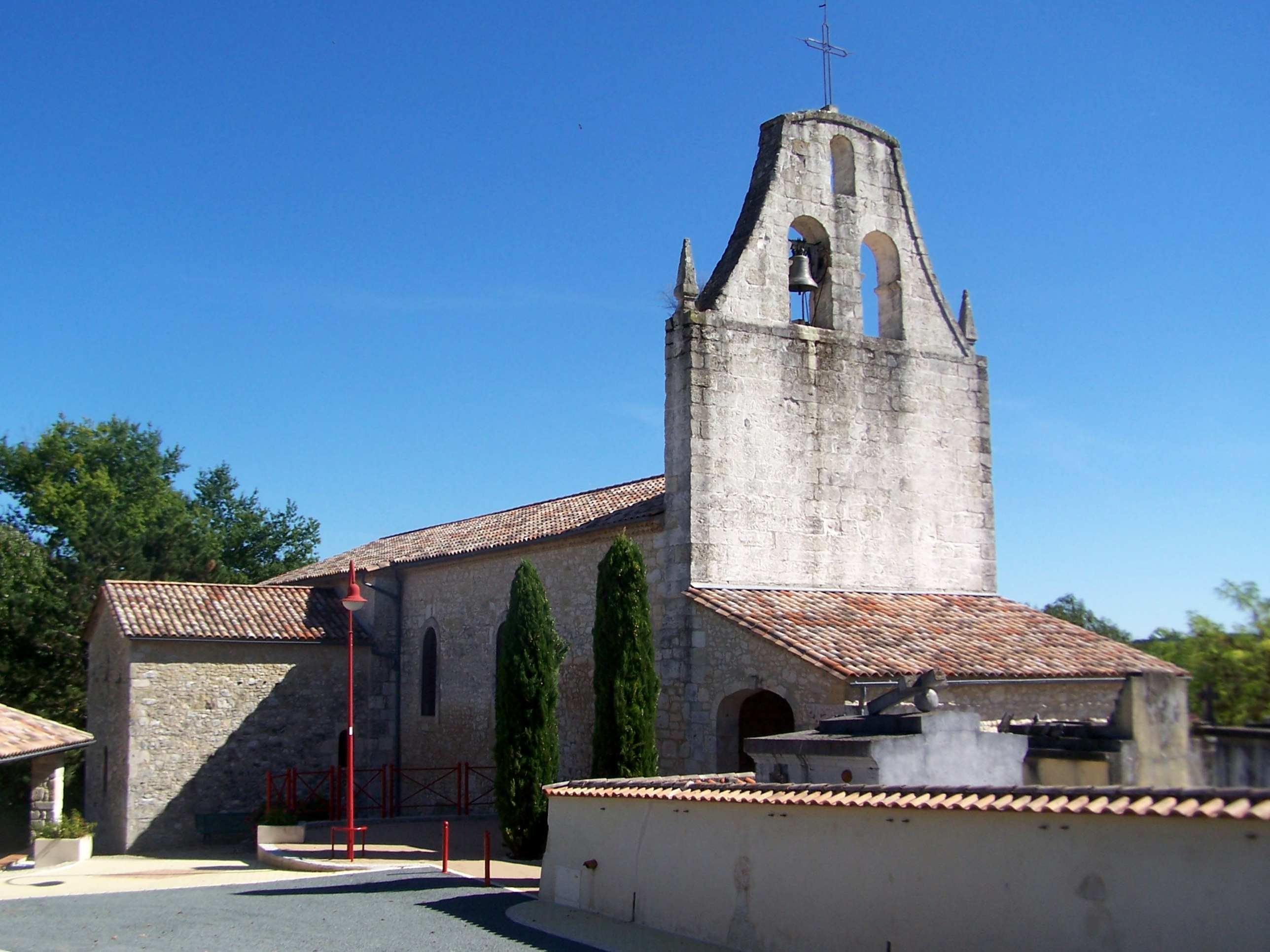
L'église Saint-Vincent (septembre 2015).
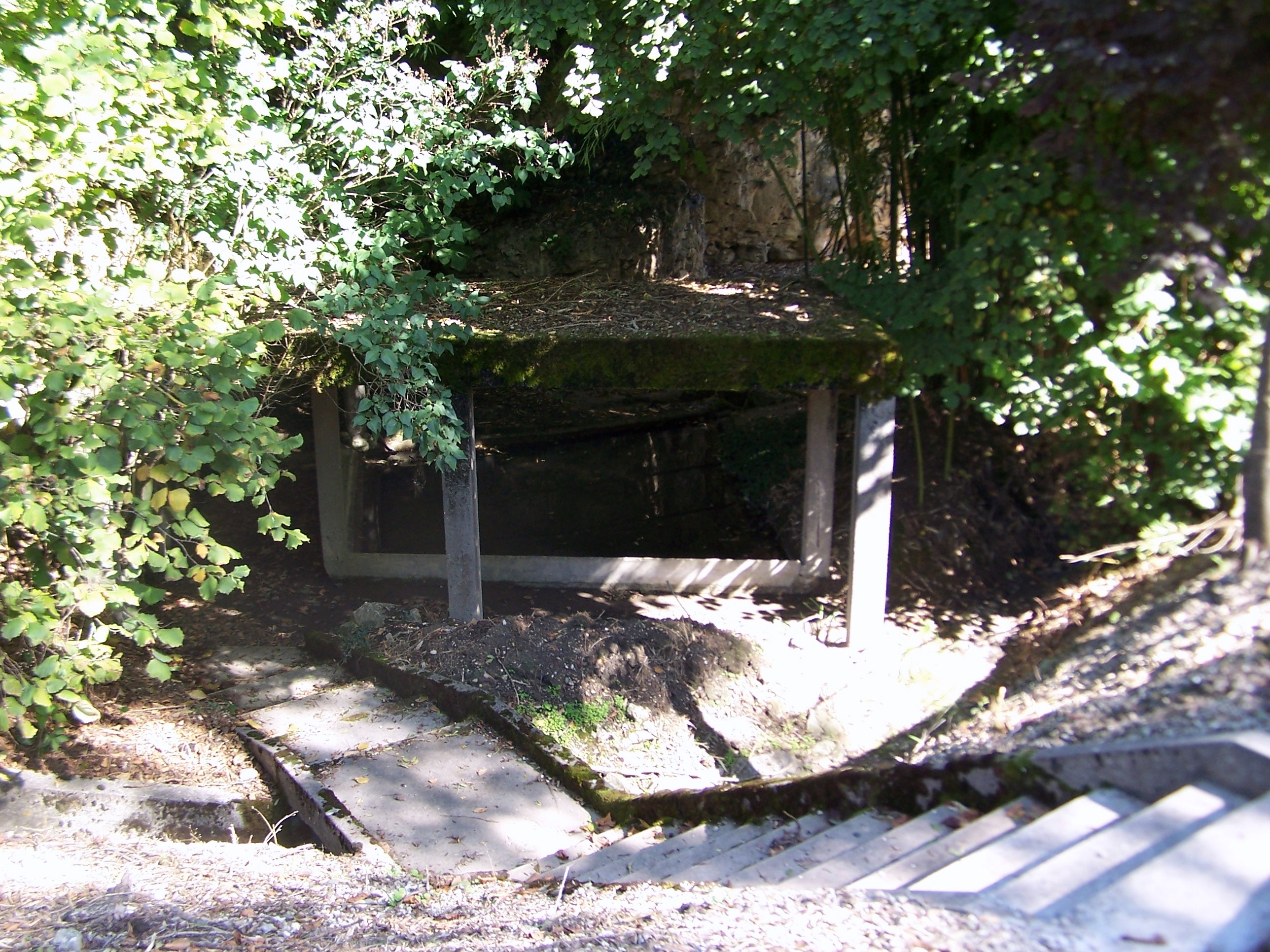
Le lavoir de la Bretonne (septembre 2015).
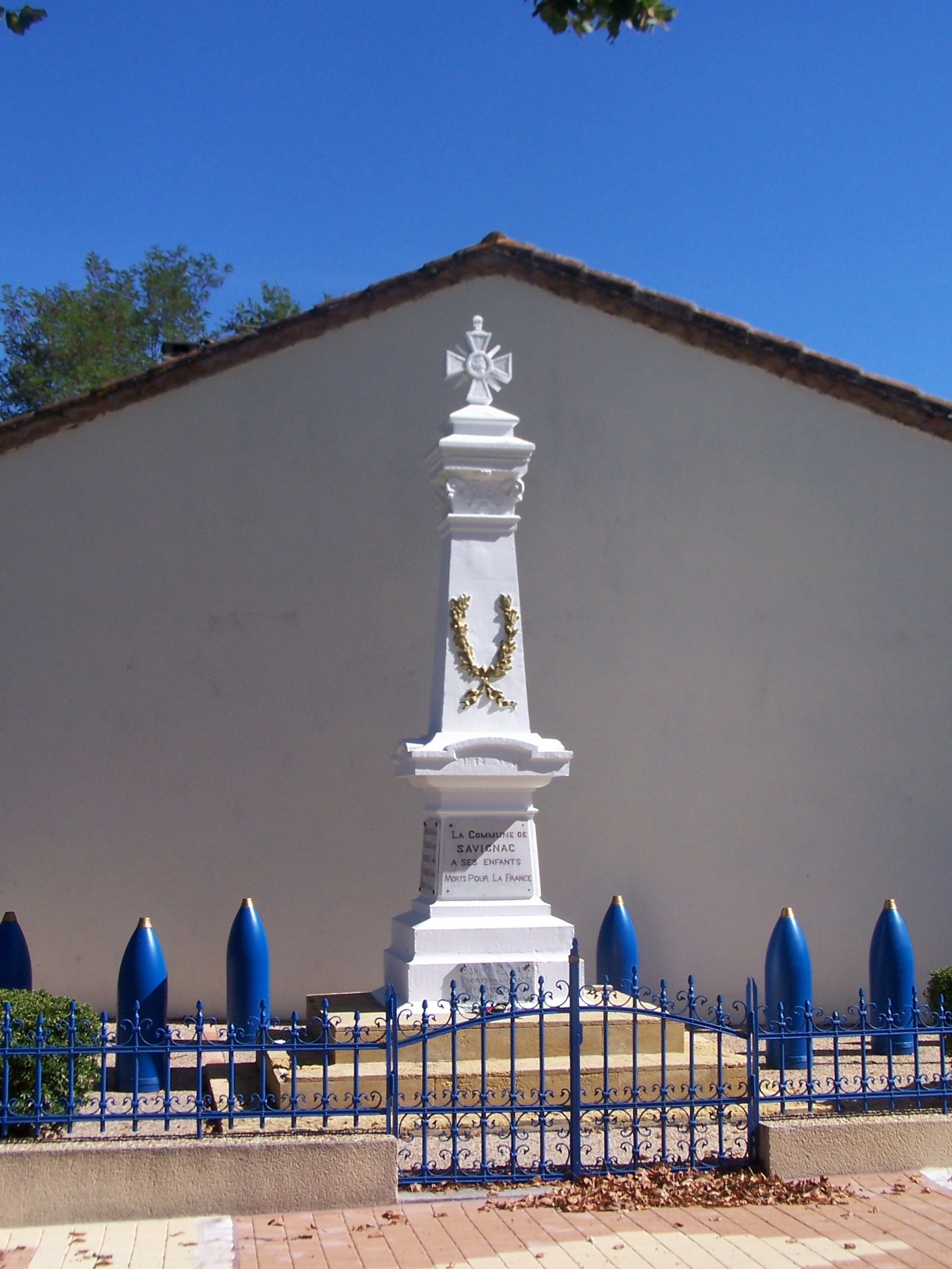
Le monument aux morts (septembre 2015).

### Personnalités liées à la commune
- Paul Chollet (1928-2022) député, né dans la commune.
- Jean-Pierre Gébus (1943-2025), joueur de Rugby à XV, né dans la commune.